# Boris Sjilkov
Boris Arsenevitsj Sjilkov (Russisch: Борис Арсеньевич Шилков) (Archangelsk, 28 juni 1927 – Sint-Petersburg, 27 juni 2015) was een Russisch langebaanschaatser.

## Sportcarrière
Op 20-jarige leeftijd kwam hij voor het eerst in aanraking met de schaatssport en ging trainen onder de schaatscoach Alexander Kalinin en werd in 1953 kampioen van de Sovjet-Unie bij het allrounden, in 1954 en 1955 herhaalde hij deze prestatie.
Sjilkov behaalde op elk van de drie grote internationale kampioenschappen die in zijn schaatsperiode werden verreden een titel. Bij de Europese en Wereldkampioenschappen allround veroverde hij in 1954 eerst de wereldtitel en drie weken later werd hij Europees kampioen. Bij zijn enige deelname aan de Olympische Winterspelen (in 1956) werd hij olympisch kampioen op de 5000 meter.

## Records

### Persoonlijke records
| Afstand      | Tijd    | Datum            | Baan  |
| ------------ | ------- | ---------------- | ----- |
| 500 meter    | 41,9    | 30 januari 1960  | Medeo |
| 1500 meter   | 2.10,4  | 20 januari 1955  | Medeo |
| 3000 meter   | 4.55,7  | 26 december 1960 | Kirov |
| 5000 meter   | 7.45,6  | 9 januari 1955   | Medeo |
| 10.000 meter | 16.50,2 | 20 januari 1955  | Medeo |

### Wereldrecords
| Nr. | Afstand    | Tijd   | Datum          | Baan  |
| --- | ---------- | ------ | -------------- | ----- |
| 1.  | 5000 meter | 7.45,6 | 9 januari 1955 | Medeo |

#### Wereldrecords laaglandbaan (officieus)
| Nr. | Afstand    | Tijd   | Datum            | Baan   |
| --- | ---------- | ------ | ---------------- | ------ |
| 1.  | 1500 meter | 2.17,4 | 27 december 1953 | Moskou |
| 2.  | 1500 meter | 2.11,6 | 11 februari 1956 | Oslo   |

### Adelskalender
Boris Sjilkov heeft drie periodes aan de top van de Adelskalender gestaan: eerst van 9 januari 1955 tot 10 januari 1955 (1 dagen), een tweede keer van 20 januari 1955 tot 1 maart 1959 (1501 dagen) en ten slotte van 30 januari 1960 tot 16 februari 1960 (16 dagen). In totaal heeft Boris Sjilkov 1518 dagen aan de top van de Adelskalender gestaan.
Hieronder staan de persoonlijke records (PR's) waarmee Boris Sjilkov aan de top van de Adelskalender kwam en de PR's die hij had staan toen hij van de eerste plek verdreven werd. Tevens zijn de gegevens weergegeven van de schaatsers die voor en na hem aan de top van de lijst stonden.
| Datum      | 500 m | 1500 m | 5000 m | 10.000 m | Punten  | Voorganger / Opvolger |
| ---------- | ----- | ------ | ------ | -------- | ------- | --------------------- |
| 18-01-1954 | 42,2  | 2.17,4 | 8.03,7 | 16.52,2  | 186,980 | Nikolaj Mamonov       |
| 09-01-1955 | 42,8  | 2.13,3 | 7.45,6 | 17.10,2  | 185,303 |                       |
| 10-01-1955 | 42,6  | 2.13,0 | 7.54,9 | 16.44,3  | 184,638 | Dmitri Sakoenenko     |
| 20-01-1955 | 42,8  | 2.10,4 | 7.45,6 | 16.50,2  | 183.336 |                       |
| 01-03-1959 | 41,2  | 2.06,3 | 8.11,1 | 16.47,2  | 182.770 | Juhani Järvinen       |
| 30-01-1960 | 41,9  | 2.10,4 | 7.45,6 | 16.50,2  | 182.436 |                       |
| 16-02-1960 | 41,2  | 2.06,3 | 8.05,2 | 16.47,2  | 182.180 | Juhani Järvinen       |

## Resultaten
| Jaar | EK Allround | WK Allround | Olympische Spelen |
| ---- | ----------- | ----------- | ----------------- |
| 1953 |             | Zilver      |                   |
| 1954 | Goud        | Goud        |                   |
| 1955 | NC13        | Brons       |                   |
| 1956 | 7e          | 5e          | 8e 1500m · 5000m  |
| 1957 | 7e          | Zilver      |                   |
| 1958 | 7e          | NC19        |                   |

NC# = niet gekwalificeerd voor de laatste afstand, maar wel als # geclassificeerd in de eindklassering

### Medaillespiegel
| Kampioenschap     | Goud · | Zilver · | Brons · |
| ----------------- | ------ | -------- | ------- |
| EK Allround       | 1      | 0        | 0       |
| WK Allround       | 1      | 2        | 1       |
| Olympische Spelen | 1      | 0        | 0       |

Rudolf Ericson · Peder Østlund · Jaap Eden · Oscar Mathisen · Ivar Ballangrud · Michael Staksrud · Åke Seyffarth · Nikolaj Mamonov · Hjalmar Andersen · Boris Sjilkov · Dmitri Sakoenenko · Juhani Järvinen · Knut Johannesen · Jonny Nilsson · Per Ivar Moe · Eduard Matoesevitsj · Ard Schenk · Kees Verkerk · Magne Thomassen · Hans van Helden · Vladimir Lobanov · Jan Egil Storholt · Sergej Martsjoek · Vladimir Belov · Eric Heiden · Viktor Sjasjerin · Andrej Bobrov · Nikolaj Goeljajev · Michael Hadschieff · Eric Flaim · Johann Olav Koss · Falko Zandstra · Rintje Ritsma · Gianni Romme · Jochem Uytdehaage · Chad Hedrick · Sven Kramer · Shani Davis · Patrick Roest
1924: Clas Thunberg ·
1928: Ivar Ballangrud ·
1932: Irving Jaffee ·
1936: Ivar Ballangrud ·
1948: Reidar Liaklev ·
1952: Hjalmar Andersen ·
1956: Boris Sjilkov ·
1960: Viktor Kositsjkin ·
1964: Knut Johannesen ·
1968: Fred Anton Maier ·
1972: Ard Schenk ·
1976: Sten Stensen ·
1980: Eric Heiden ·
1984: Tomas Gustafson ·
1988: Tomas Gustafson ·
1992: Geir Karlstad ·
1994: Johann Olav Koss ·
1998: Gianni Romme ·
2002: Jochem Uytdehaage ·
2006: Chad Hedrick ·
2010: Sven Kramer ·
2014: Sven Kramer ·
2018: Sven Kramer ·
2022: Nils van der Poel
Onofficiële Europese kampioenschappen

1891: Onbeslist ·
1892: Onbeslist · 
1946: Göthe Hedlund 

Officiële Europese kampioenschappen

1893: Rudolf Ericson · 
1894: Onbeslist ·
1895: Alfred Næss · 
1896: Julius Seyler · 
1897: Julius Seyler · 
1898: Gustaf Estlander · 
1899: Peder Østlund · 
1900: Peder Østlund · 
1901: Rudolf Gundersen · 
1902: Johan Schwartz · 
1903: Onbeslist ·
1904: Rudolf Gundersen · 
1905: Johan Vikander · 
1906: Rudolf Gundersen · 
1907: Moje Öholm · 
1908: Moje Öholm · 
1909: Oscar Mathisen · 
1910: Nikolaj Stroennikov · 
1911: Nikolaj Stroennikov · 
1912: Oscar Mathisen · 
1913: Vasilij Ippolitov · 
1914: Oscar Mathisen · 
1922: Clas Thunberg · 
1923: Harald Strøm · 
1924: Roald Larsen · 
1925: Otto Polacsek · 
1926: Julius Skutnabb · 
1927: Bernt Evensen · 
1928: Clas Thunberg · 
1929: Ivar Ballangrud · 
1930: Ivar Ballangrud · 
1931: Clas Thunberg · 
1932: Clas Thunberg · 
1933: Ivar Ballangrud · 
1934: Michael Staksrud · 
1935: Karl Wazulek · 
1936: Ivar Ballangrud · 
1937: Michael Staksrud · 
1938: Charles Mathiesen · 
1939: Alfons Bērziņš · 
1947: Åke Seyffarth · 
1948: Reidar Liaklev · 
1949: Sverre Farstad · 
1950: Hjalmar Andersen · 
1951: Hjalmar Andersen · 
1952: Hjalmar Andersen · 
1953: Kees Broekman · 
1954: Boris Sjilkov · 
1955: Sigge Ericsson · 
1956: Jevgeni Grisjin · 
1957: Oleg Gontsjarenko · 
1958: Oleg Gontsjarenko · 
1959: Knut Johannesen · 
1960: Knut Johannesen · 
1961: Viktor Kositsjkin · 
1962: Robert Merkoelov · 
1963: Nils Egil Aaness · 
1964: Ants Antson · 
1965: Eduard Matoesevitsj · 
1966: Ard Schenk · 
1967: Kees Verkerk · 
1968: Fred Anton Maier · 
1969: Dag Fornæss · 
1970: Ard Schenk · 
1971: Dag Fornæss · 
1972: Ard Schenk · 
1973: Göran Claeson · 
1974: Göran Claeson · 
1975: Sten Stensen · 
1976: Kay Arne Stenshjemmet · 
1977: Jan Egil Storholt · 
1978: Sergej Martsjoek · 
1979: Jan Egil Storholt · 
1980: Kay Arne Stenshjemmet · 
1981: Amund Sjøbrend · 
1982: Tomas Gustafson · 
1983: Hilbert van der Duim · 
1984: Hilbert van der Duim · 
1985: Hein Vergeer · 
1986: Hein Vergeer · 
1987: Nikolaj Goeljajev · 
1988: Tomas Gustafson · 
1989: Leo Visser · 
1990: Bart Veldkamp · 
1991: Johann Olav Koss · 
1992: Falko Zandstra · 
1993: Falko Zandstra · 
1994: Rintje Ritsma · 
1995: Rintje Ritsma · 
1996: Rintje Ritsma · 
1997: Ids Postma · 
1998: Rintje Ritsma · 
1999: Rintje Ritsma · 
2000: Rintje Ritsma · 
2001: Dmitri Sjepel · 
2002: Jochem Uytdehaage · 
2003: Gianni Romme · 
2004: Mark Tuitert · 
2005: Jochem Uytdehaage · 
2006: Enrico Fabris · 
2007: Sven Kramer · 
2008: Sven Kramer · 
2009: Sven Kramer · 
2010: Sven Kramer · 
2011: Ivan Skobrev · 
2012: Sven Kramer · 
2013: Sven Kramer · 
2014: Jan Blokhuijsen · 
2015: Sven Kramer · 
2016: Sven Kramer · 
2017: Sven Kramer · 
2019: Sven Kramer · 
2021: Patrick Roest · 
2023: Patrick Roest · 
2025: Sander Eitrem